# Jamie Drysdale
Jamie Drysdale, född 8 april 2002, är en kanadensisk professionell ishockeyback som spelar för Philadelphia Flyers i NHL.
Han har tidigare spelat på NHL-nivå för Anaheim Ducks och på lägre nivåer för San Diego Gulls i AHL och Erie Otters i Ontario Hockey League (OHL).
Drysdale draftades av Anaheim Ducks i första rundan i 2020 års draft som sjätte spelare totalt.

## Statistik
| 2017–2018  | Toronto Marlboros     | GTHL       | 57  | 8  | 42 | 50 | —  | — | — | — | — | — |
|            | St. Michael's Buzzers | OJHL       | 1   | 0  | 0  | 0  | 0  | — | — | — | — | — |
| 2018–2019  | Erie Otters           | OHL        | 63  | 7  | 33 | 40 | 20 | — | — | — | — | — |
| 2019–2020  | Erie Otters           | OHL        | 49  | 9  | 38 | 47 | 24 | — | — | — | — | — |
| 2020–2021  | Anaheim Ducks         | NHL        | 24  | 3  | 5  | 8  | 6  | — | — | — | — | — |
|            | San Diego Gulls       | AHL        | 14  | 4  | 6  | 10 | 6  | 3 | 0 | 2 | 2 | 0 |
| NHL totalt | NHL totalt            | NHL totalt | 24  | 3  | 5  | 8  | 6  | — | — | — | — | — |
| OHL totalt | OHL totalt            | OHL totalt | 112 | 16 | 71 | 87 | 44 | — | — | — | — | — |

### Internationellt
| Källa: Uppdaterad: 2021-03-19 | Källa: Uppdaterad: 2021-03-19 | Källa: Uppdaterad: 2021-03-19 |         | Utv = Utvisningsminuter | Utv = Utvisningsminuter | Utv = Utvisningsminuter | Utv = Utvisningsminuter | Utv = Utvisningsminuter |
| År                            | Lag                           | Mästerskap                    | Matcher | Mål                     | Assists                 | Poäng                   | Utv                     |                         |
| ----------------------------- | ----------------------------- | ----------------------------- | ------- | ----------------------- | ----------------------- | ----------------------- | ----------------------- | ----------------------- |
| 2019                          | Kanada                        | U18-VM                        | 7       | 0                       | 2                       | 2                       | 0                       |                         |
| 2019                          | Kanada                        | Hlinka Gretzky                | 5       | 0                       | 5                       | 5                       | 0                       |                         |
| 2020                          | Kanada                        | JVM                           | 7       | 1                       | 2                       | 3                       | 0                       |                         |
| 2021                          | Kanada                        | JVM                           | 7       | 0                       | 2                       | 2                       | 0                       |                         |
| Junior totalt                 | Junior totalt                 | Junior totalt                 | 26      | 1                       | 11                      | 12                      | 0                       |                         |